# San Marinó-i líra
A San Marinó-i líra San Marino pénzneme volt az 1860-as évektől 2002-ig, amikor felváltotta az euró. A líra név a latin libra szóból származik, ami egy súlymérték megnevezése volt. 
Váltópénze a centesimo (többes száma: centesimi). 100 centesimo ért 1 lírát.